# Samson Kayo
Samson Kayo, född 20 juni 1991 i London, är en brittisk skådespelare.
Kayo har bland annat medverkat i TV-serierna Bloods och Our Flag Means Death . Han har även medverkat i filmen Mästerkatten 2.

## Filmografi (i urval)
- 2021–2022 – Bloods (TV-serie)
- 2022 – Mästerkatten 2
- 2022 – Our Flag Means Death (TV-serie)
- 2023 – My Mother's Wedding